# اپسیتس لازستان

نقشه لازیکا و مناطق اطراف آن در اواخر باستان

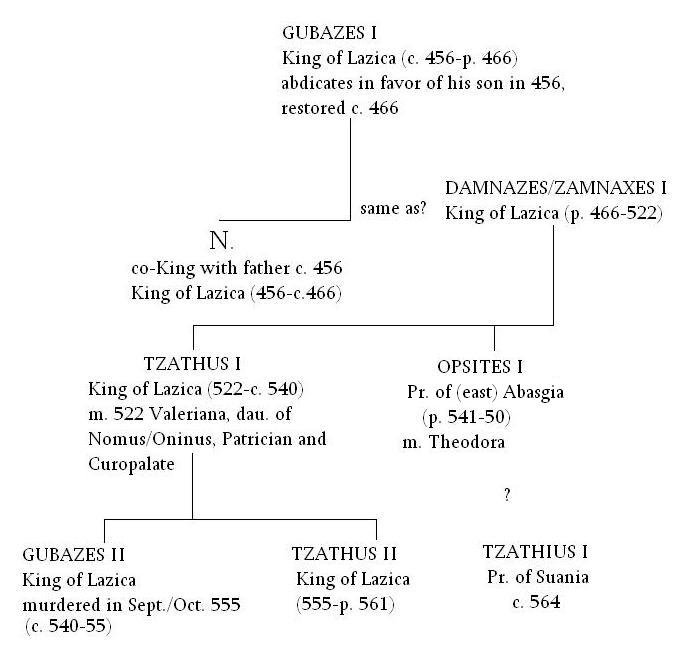
بازسازی آزمایشی سیریل تومانوف از شجره خانواده پادشاهان لازیکا.

اپسیتس ( گرجی: ოფსიტე  ) نامی است که دو بار توسط پروکوپیوس مورخ روم شرقی (بیزانس) قرن ششم در دِ بلیس خود ذکر شده است، در حالی که وقایع مربوط به جنگ لازستان (۵۴۱–۵۶۲) را که بین امپراتوری روم شرقی و ایران ساسانی بر سر دولت قفقاز از لازستان درگرفت. 
در یک قطعه، پروکوپیوس با پرانتزی اشاره می‌کند که اپسیتس عموی گوبازز دوم لازیکا و زمانی پادشاه لازی‌ها بود: «[این ژنرال ایرانی]... تئودورا، همسر اپسیتس (او عموی گوبازس و پادشاه بود) را دستگیر کرد. از لازی ها) او را در میان آپسیلی ها یافتند و به سرزمین پارسیان بردند. اکنون این زن اصالتاً رومی بود، زیرا پادشاهان لازی از قدیم الایام به بیزانس می فرستادند و با رضایت امپراتور با برخی از سناتورها ازدواج می کردند و زنان خود را از آنجا به خانه می بردند. 
او با تئودورا، از تبار رومی سناتور ازدواج کرد.  در زمان شورش لازستانی‌ها علیه روم، تئودورا در حالی که در میان آپسیلی ها زندگی می کرد، به طور تصادفی توسط فرمانده ایرانی نابد دستگیر شد و به ایران منتقل شد. 
بعداً در کار پروکوپیوس، اپسیتس به عنوان فرمانروای بخش شرقی آبساگیا ظاهر می شود، سرزمینی در شمال لازیکا (غرب زیر نظر سپارناس بود).  او پس از رد حکومت روم شرقی توسط عباسیان در حدود سال ۵۵۰ منصوب شد.  آپسیت ها عباسیان را علیه رومیان تحت رهبری جان گوزس و اولیگاگوس رهبری کردند که شورشیان را شکست دادند و قلعه آنها نای را تصرف کردند. مخالفان به سابیرهای قفقاز گریختند اما اعضای خانواده او همگی اسیر شدند. 
نظر دانشمندان در مورد اینکه آیا مخالفان این دو قسمت همان شخص هستند و آیا گزارش پروکوپیوس از پادشاه لازیکا بودن او درست است یا خیر، اختلاف دارد. اگر اپسیتس واقعاً به عنوان پادشاه حکمرانی می کرد، ممکن بود این اتفاق قبل از سال ۵۴۱ رخ داده باشد، زمانی که گوبازس دوم پادشاه بود. پروفسور سیریل تومانوف فرض می‌کند که در هر دو مورد، پروکوپیوس به یک فرد اشاره می‌کند، یکی از اعضای خانواده سلطنتی لازیک، که رهبر عباسیان شد. از نظر تومانوف، با توجه به این واقعیت که لازیکا و عباسگیا با هم علیه هژمونی روم قیام کردند و عباسگیا مدت‌ها تحت فرمانروایی لازیک بود، این امر بسیار محتمل است. 